# Une dernière fois (film)
 Pour plus de détails, voir Fiche technique et Distribution
Une dernière fois est un film français de fiction comprenant des scènes sexuellement explicites, réalisé par Olympe de G., co-produit par Kidam et Canal+ et sorti en 2020. Il met en vedette l'actrice française Brigitte Lahaie,. Il a fait l’objet d’une coordination d’intimité lors du tournage des scènes intimes. Le consentement est aussi présent tout au long des dialogues du film. Le film se veut un plaidoyer pour le droit des femmes à jouir librement de leur corps, toute leur vie et jusque dans la mort.

## Contexte et production
Une dernière fois est le premier long métrage de la réalisatrice féministe Olympe de G.
Le projet reçoit des fonds lors d'une campagne de financement participatif lancée par la réalisatrice. La création du film a duré un an et demi, tandis que le tournage a duré dix jours avec un budget réduit. Le film est tourné à Paris.
Brigitte Lahaie est âgée de 64 ans lorsqu'elle tourne ce film. Elle n'avait joué dans aucun film sexuellement explicite depuis 1995.
Dans ce long métrage, Lahaie entend « lever un tabou sur la sexualité après 50 ans »,. Olympe de G. affirme faire preuve de body positivisme en traitant « la manière d'éprouver sa sexualité lorsque l'on est une femme de plus de 60 ans ». Elle déclare que les scènes sexuellement explicites ont pour objectif d'être « centré autour du clitoris »,. Les deux scènes intimes représentant des pénétrations montrent les personnages féminins en position du chevauchement comme une « métaphore du pouvoir féminin ».
Lahaie a néanmoins souhaité que son sexe n'apparaisse pas dans le film.
Le film comprend notamment des scènes de masturbation, de cunnilingus, deux scènes de pénétration en chevauchement, ainsi qu'une scène lesbienne.

## Synopsis
Bien qu'elle soit en bonne santé, Salomé (Brigitte Lahaie), 69 ans, a décidé de mourir dans six mois. Après une vie remplie d'aventures, elle planifie son dernier rapport sexuel. Le 2 décembre 2019, accompagnée de la documentariste Sandra, elle sélectionne son dernier partenaire lors d'un casting de sept candidats (dont un couple) qui ont répondu à son annonce parue dans le journal. Elle s'essaie ainsi à des corps différents et des fantasmes variés et confie ses impressions à Sandra après chaque entrevue. Les deux femmes se lient d'amitié. Se sentant plus vivante que jamais, Salomé choisit finalement un partenaire pour une dernière aventure qui sera aussi une première fois.

## Fiche technique
- Titre : Une dernière fois
- Réalisation : Olympe de G.
- Scénario : Alexandra Cismondi et Olympe de G.
- Musique : Jean-Baptiste Hanak
- Photographie : Kevin Klein
- Production : Géraldine Nouguès
- Société de production : Canal+, Kidam, Olympe de G. Productions
- Société de distribution :
- Pays :  France
- Genre : érotique, pornographique
- Durée : 70 minutes
- Dates de sortie : 
  -  France : 6 juin 2020

## Distribution
- Brigitte Lahaie : Salomé
- Heidi Switch : Sandra
- Alexandra Cismondi : Sandra (voix)
- Philippe Sivy : J.-B.
- Arsène Laclos : Jérôme
- Francis Mischkind : Guy
- Misungui Bordelle : Fleur
- Rico Simmons : Mickaël
- Mélodie Giraud : Natalie

## Diffusion
Une dernière fois est diffusé pour la première fois sur Canal+ le dimanche 7 juin 2020 à 0 h 38.

## Accueil critique
Le magazine chEEk qualifie le film de « féministe » en ce qu'il « met le consentement en son centre » et « se concentre sur le plaisir féminin ». Une critique du média féministe Déculottées juge Brigitte Lahaie « crédible et touchante » et loue le « réalisme des scènes », même si elle estime le jeu lesbien « peu convaincant et naturel ». Elle qualifie aussi le film de « porno féministe » avec « un sexe plus slow, moins spectaculaire que dans les pornos de sites gratuits. »
Frédéric Mignard de CineDweller loue « l'amour et le respect de l'autre » présents dans le film ainsi que le rôle de Brigitte Lahaie dans l'œuvre. Selon lui, le long métrage montre « les différentes facettes de cette femme publique ».